# Dorfkirche Gollin

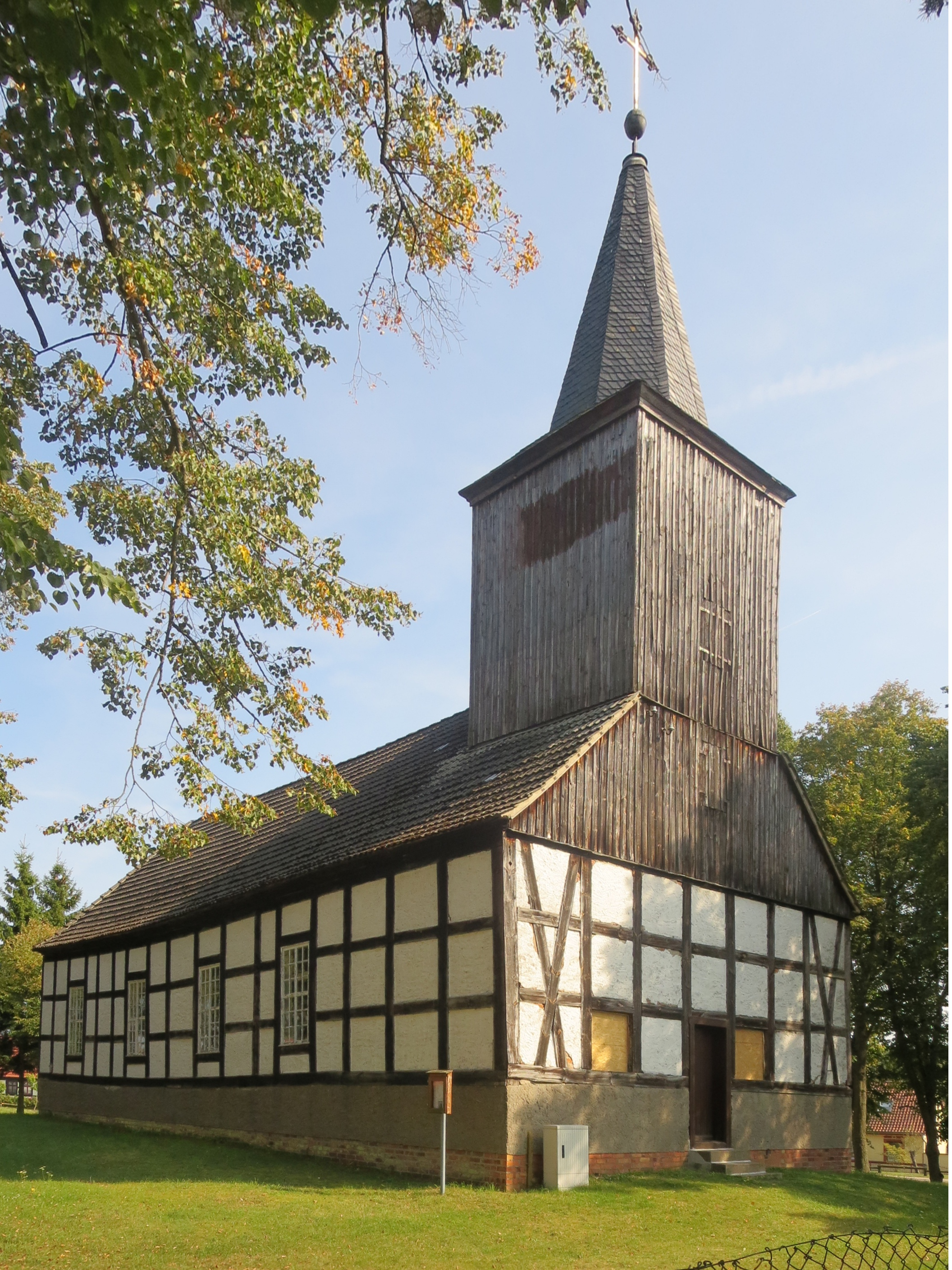
Dorfkirche Gollin

Die evangelische, denkmalgeschützte Dorfkirche Gollin steht in Gollin, einem Ortsteil der Stadt Templin im Landkreis Uckermark von Brandenburg. Die Kirche gehört zum Kirchenkreis Oberes Havelland der Evangelischen Kirche Berlin-Brandenburg-schlesische Oberlausitz.

## Beschreibung
Die Fachwerkkirche wurde 1817 auf den Grundmauern des Vorgängerbaus errichtet. Ihr Langhaus hat im Osten einen dreiseitigen Abschluss. Über dem Giebel im Westen erhebt sich ein mit Brettern verkleideter Dachturm, der mit einem achtseitigen, schiefergedeckten Knickhelm bedeckt ist. 
Die Orgel auf der Empore hat sechs Register, ein Manual und ein angehängtes Pedal. Sie wurde 1885 von Albert Hollenbach gebaut.